# Ortsumgehung Neustadt an der Orla
Die Ortsumgehung Neustadt an der Orla bildet die Bundesstraße 281 im thüringischen Saale-Orla-Kreis, die komplett zu einer niveaufreien, kreuzungsfreien Kraftfahrstraße ausgebaut wurde. Sie ist insgesamt 7,2 Kilometer lang. Sie beginnt an der Anschlussstelle Neustadt-West und endet in Dreitzsch an der Anschlussstelle Neustadt-Ost, wo sie an die bestehende Straße anbindet.

## Geschichte

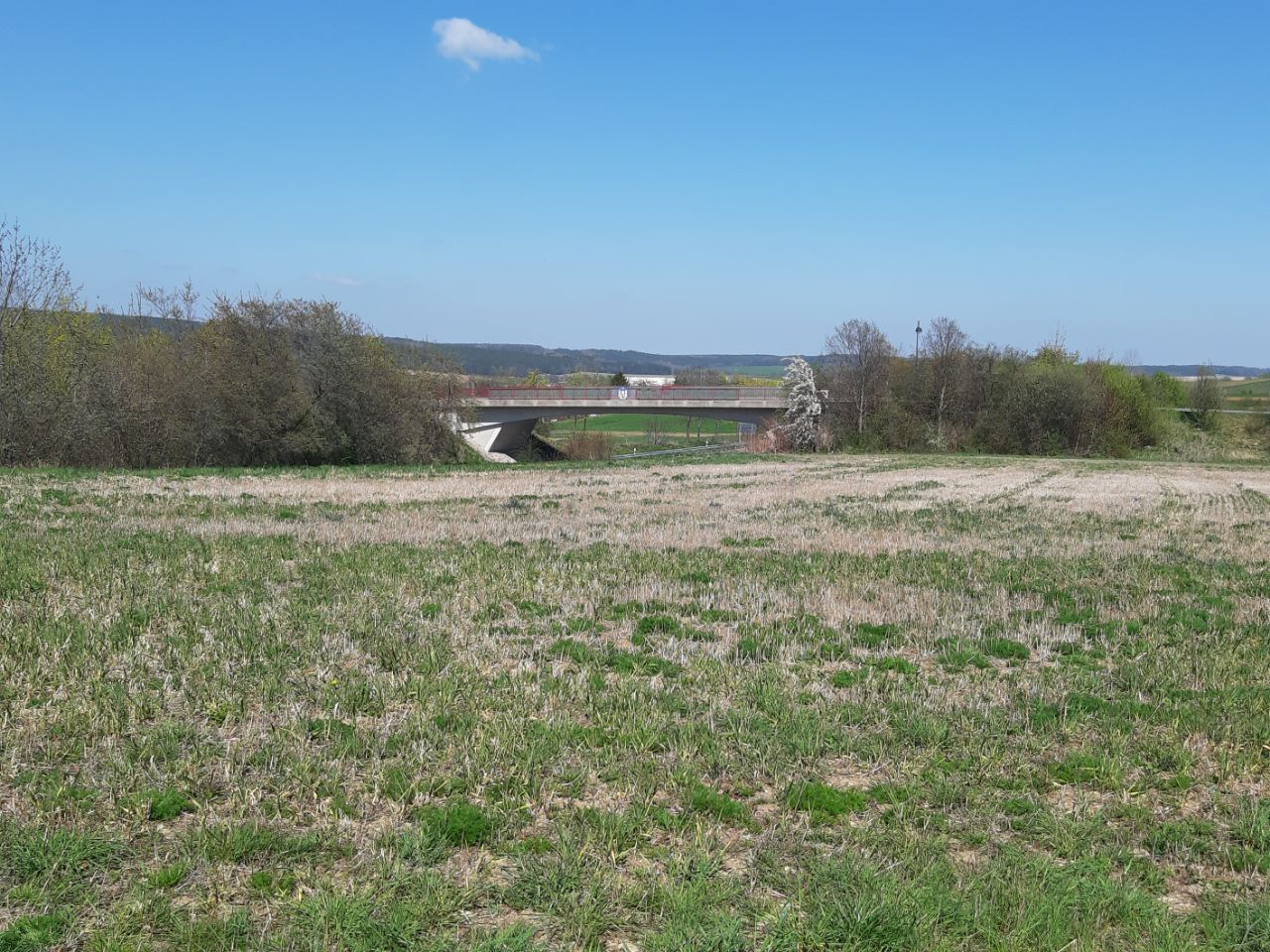
Die 30 Meter lange Brücke an der Anschlussstelle Neustadt-Zentrum mit mittig angebrachtem Stadtwappen.

Erste Planungen für eine ortsumgehende Straßenführung für den Fernverkehr lagen bereits 1930 vor. Im Jahr 1987 wurde diesbezüglich vom Superintendenten Hermann Sparsbrod eine Eingabe an das Verkehrsministerium der DDR eingereicht, die aber vom Rat des Bezirkes Gera  abgewiesen wurde.
Nach der politischen Wende im Zuge der friedlichen Revolution im Jahr 1989 war eine deutliche Stärkung des Verkehrsaufkommens erkennbar, das auf der Strecke zwischen Pößneck/Saalfeld und der Autobahn 9 schon hoch war. Laut einer Verkehrszählung am Mittwoch, dem 17. April 1991, querten 9961 Kraftfahrzeuge innerhalb von 14 Stunden die Bundesstraße 281, die quer durch die Innenstadt von Neustadt an der Orla verlief. Eine Überquerung dieser Straße war als Passant schwer bis nicht möglich. Das Landratsamt des Kreises Pößneck schätzte daraufhin die Belastung der Anwohner durch die Straße als „überdurchschnittlich“ hoch ein. Trotzdem wurde die Ortsumgehung Neustadt an der Orla nicht in die Liste der „beschleunigten Maßnahmen“ aufgenommen. Das veranlasste zwei Neustädter Einwohner, die B 281 am Freitag, dem 8. November 1991 für fünf Minuten durch Querstellen ihrer Pkw im Stadtzentrum zu blockieren. Eine weitere Straßensperre erfolgte fünf Tage später, als zahlreiche Einwohner vor dem Rathaus für eine Ortsumgehung demonstrierten. Zu diesem Zeitpunkt befand sich der damalige Bürgermeister Klaus Mailbeck im Verkehrsministerium in Bonn, wo er, aufgrund des Druckes in seiner Heimatstadt, die Zusage bekam, dass die Ortsumgehung als 15. Vorhaben in die Liste der „beschleunigten Maßnahmen“ aufgenommen werde.

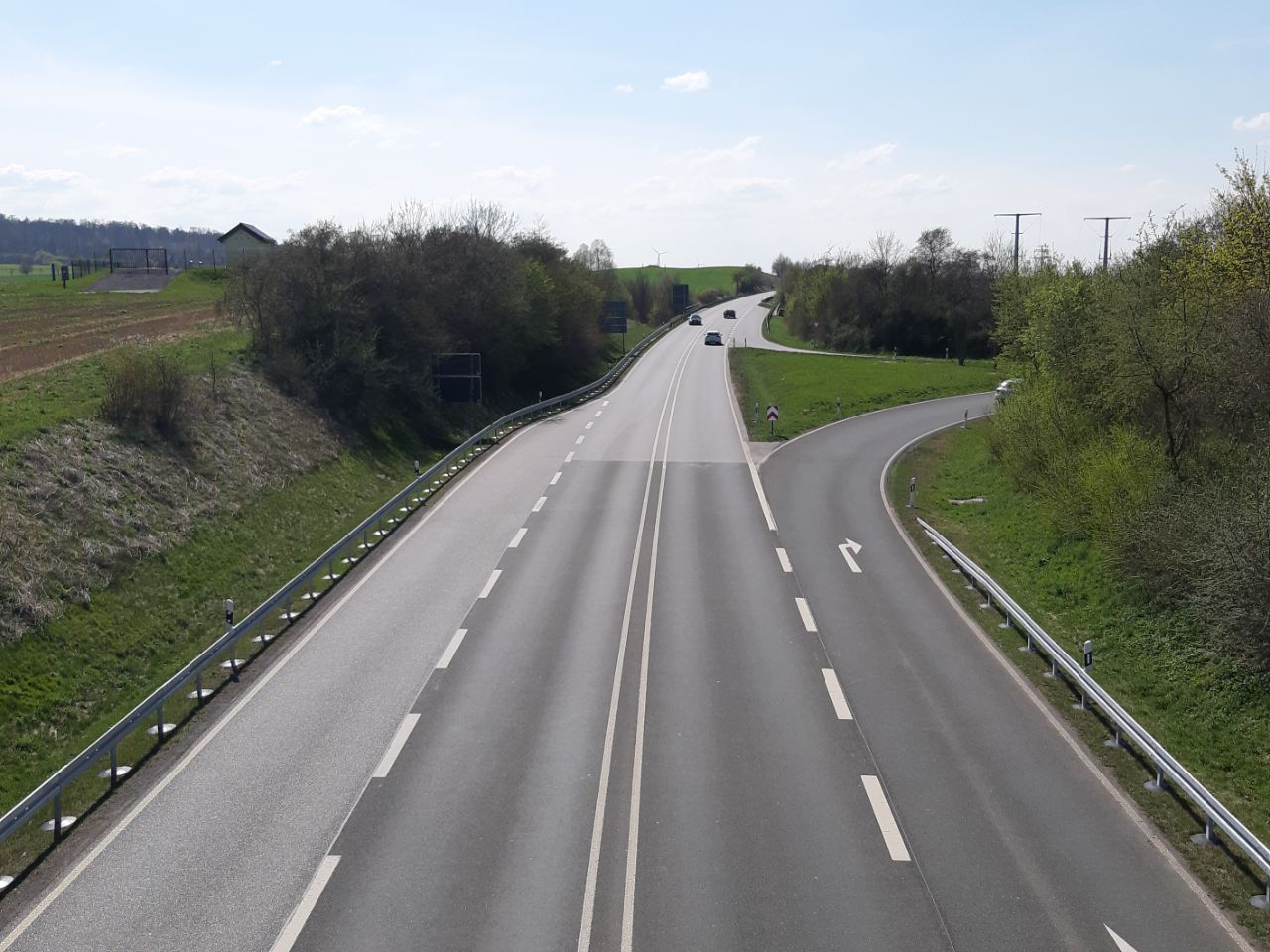
Die Umgehungsstraße in Richtung Pößneck/Saalfeld an der Anschlussstelle Neustadt-Zentrum.

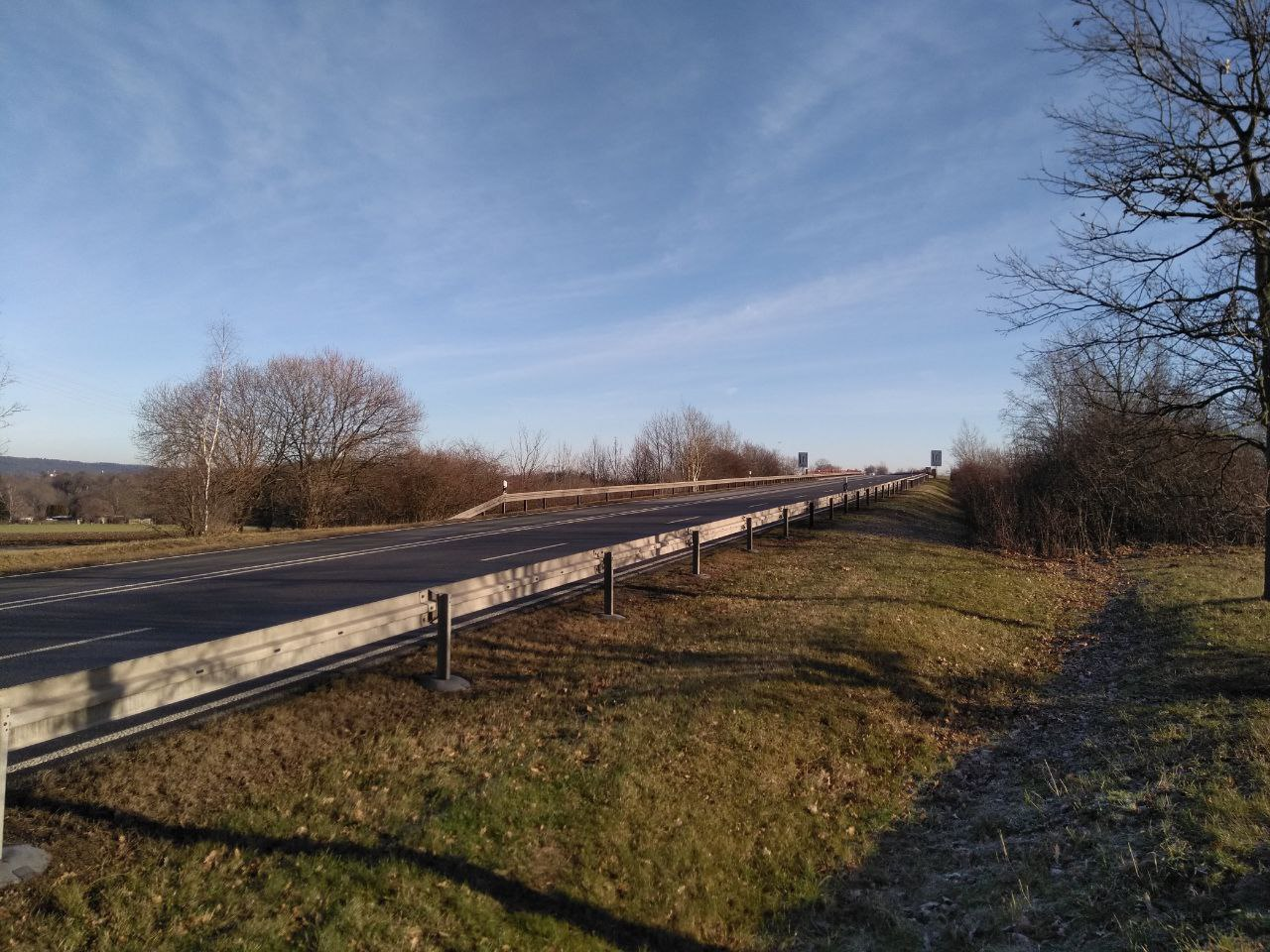
Die dreistreifig ausgebaute B 281 in Richtung Triptis/Gera auf Höhe der Schlossmühlentalbrücke.

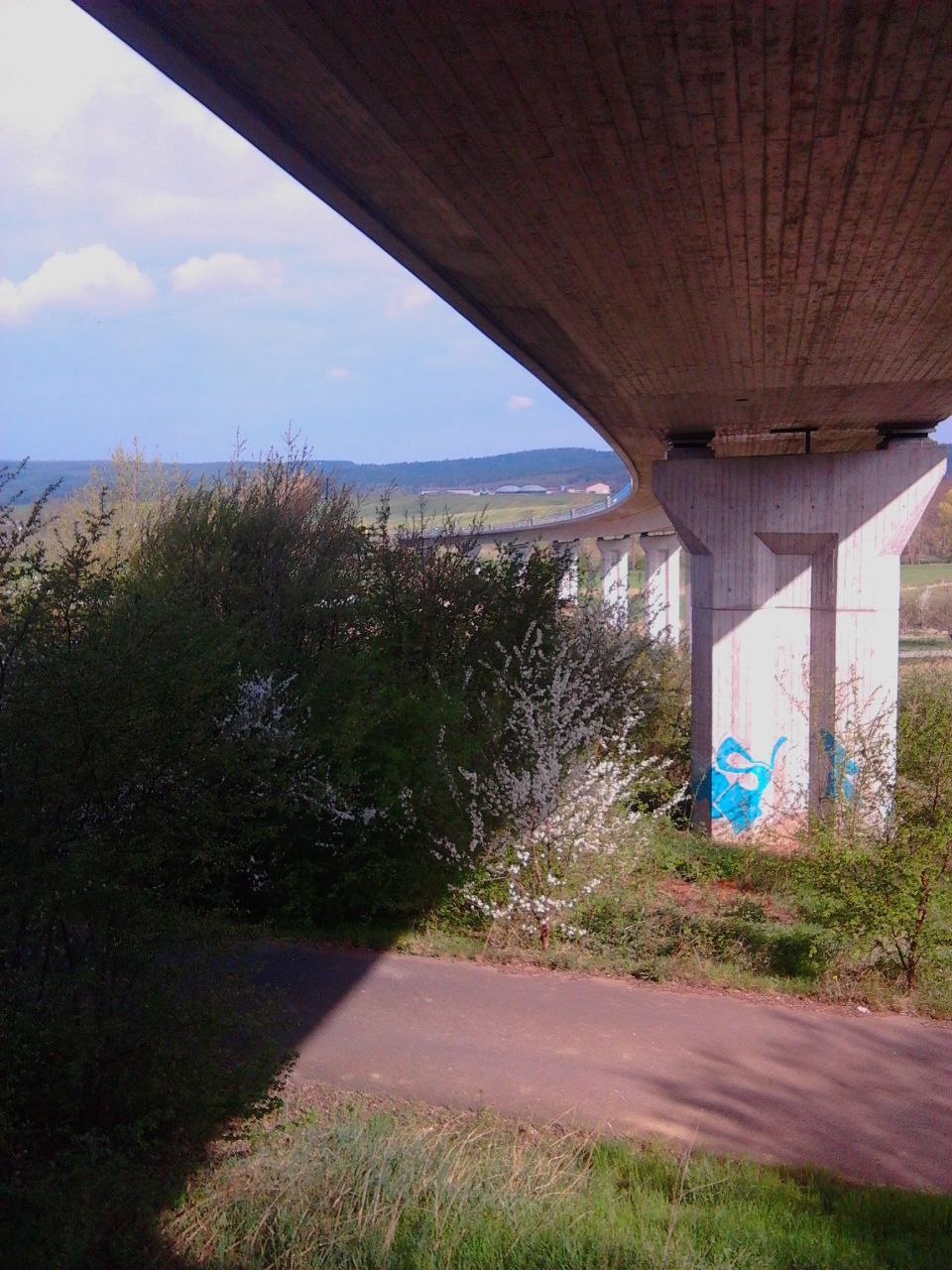
Die Orlatalbrücke (427 Meter) als größtes Brückenbauwerk der Ortsumgehung.

So fanden im darauffolgenden Jahr Untersuchungen und erste Planungen durch ein Ingenieurbüro statt. Das Straßenbauamt Gera meldete das Vorhaben als dringende Baumaßnahme an, zumal eine neue Verkehrszählung 17.000 Fahrzeuge pro Tag auf der Bundesstraße durch Neustadt feststellte. Im gleichen Jahr wurde das Vorhaben in den Bundesverkehrswegeplan des Bundesministeriums für Verkehrswege aufgenommen. Es wurde am 30. Juli 1993 vom Bundestag bestätigt. Weiterhin fand im September 1993 das Raumordnungsverfahren statt und im März 1994 wurde die Linienbestimmung im Ministerium in Bonn bestätigt. Um eine erste kurzfristige Entlastung zu schaffen, wurde bis 1994 ein Straßen-Stadtring eingerichtet. Damit verlief der Verkehr in Einbahnstraßen nach Ost und West. Die im Bereich der geplanten Trasse eingerichteten Trinkwasserschutzzonen wurden 1995 aufgehoben. Im selben Jahr wurde das Planungsfeststellungsverfahren eingeleitet. Anschließend genehmigte des Bundesverkehrsministerium 60 Millionen DM für den Bau der Trasse, wobei nur 51 Millionen DM benötigt wurden. Offizieller Baubeginn war Samstag, der 7. Dezember 1996. Im Oktober 2000 war die Verkehrswirksamkeit der gesamten Ortsumfahrung abgeschlossen. Offizielle Eröffnung der Strecke war am 2. November 2000. Durch die Ortsumgehung werden durchschnittlich 10 Minuten Fahrzeit eingespart. Insgesamt wurden rund 90.000 Quadratmeter Straße asphaltiert.
Um den Schaden der Natur im Bereich der Trasse so gering wie möglich zu halten, wurden zahlreiche Ausgleichsmaßnahmen getroffen. Im Bereich der Schlossmühlentalbrücke wurde die Kospodaer Gamse renaturiert, ebenso der Bereich von Weltwitzer und Moderwitzer Bach. Es wurden insgesamt 239 Obstbäume und 789 sogenannte Hochstämme (z. B.: Berg-, Spitzahorn, Feldahorn, Hainbuche, Eiche) angepflanzt. An der gesamten Ortsumgehung und an angrenzenden Wegen stehen heute ca. 49.700 Sträucher, wie zum Beispiel Schlehe, Wildbirne oder Wildapfel aber auch Haselnuss. Die Ausgaben belaufen sich hierfür auf einen Betrag von 3,1 Millionen DM.

## Verlauf

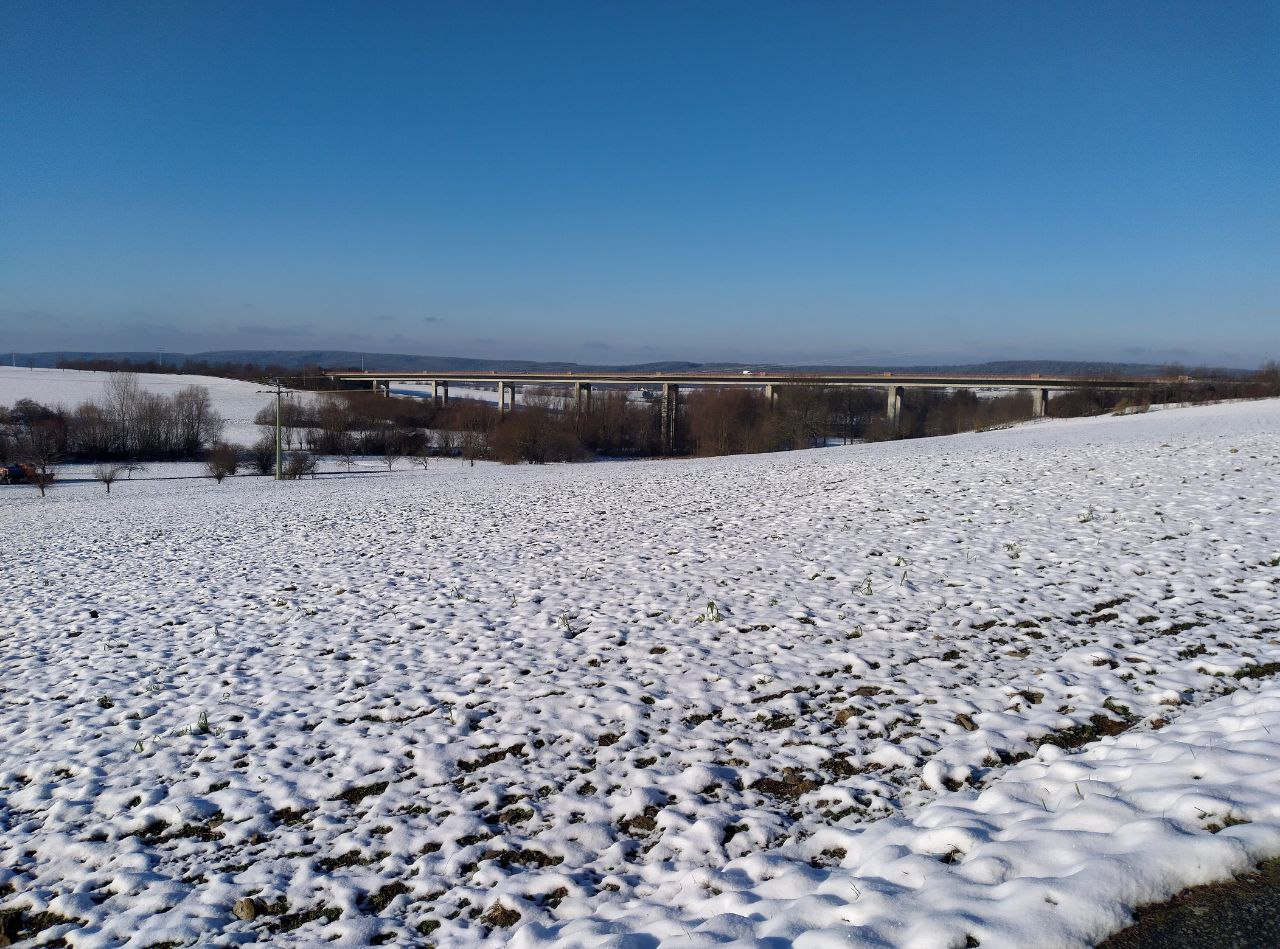
Die Schlossmühlentalbrücke (360 Meter) bei Kospoda.

Westlich von Neustadt bei Neunhofen bindet die Anschlussstelle Neustadt-West durch ein Kreuzungsbauwerk die Landstraße 1110 an die Bundesstraße 281 an. Durch ein Planungsergänzungsverfahren wurde die Westanbindung zu einem kreuzungsfreien Knotenpunkt umgeplant, um die Straße ohne Kreuzung mit Lichtzeichenanlagen zu gestalten. Die hierfür notwendige Brücke ist 35 Meter lang. In einem Bogen in Richtung Südosten überquert die B 281 das Orlatal und die 427 Meter lange Orlatalbrücke. Nach dieser Brücke steigt das Gelände um ca. sechs Prozent an. Deshal wurde in diesem Abschnitt in Richtung Triptis/Gera ein Überholstreifen eingerichtet. Er endet nach der Schlossmühlentalbrücke, die, zusammen mit der Orlatalbrücke mit 360 Metern zu den größten Bauwerken der Ortsumgehung gehört. Weiter in Richtung Westen quert die Trasse die Brücke über den Moderwitzer Bach und den landwirtschaftlichen Weg zwischen Arnshaugk und Moderwitz. Diese Brücke ist 17 Meter lang. Im weiteren Trassenverlauf trifft man auf die Anbindung an die Landstraße 1077, die das Neustädter Zentrum ebenfalls niveaufrei anbindet. Durch eine 30 Meter lange Brücke wird die L 1077 über die Bundesstraße geführt. Die Brücke im Verlauf in Richtung Nordosten überführt den Weg zwischen Neustadt und Weltwitz und eine weitere überquert den Weltwitzer Bach und einen landwirtschaftlichen Weg (22 Meter und 18 Meter lang). In einem sanften Bogen in Richtung Osten wurde die Ostanbindung Neustadts bei Dreitzsch eingerichtet, ebenfalls in aufgelöster Knotenpunktform. Dort wird die Gemeindeverbindungsstraße K 213 zwischen Dreitzsch und Schmieritz unterführt (21 Meter lange Brücke). Die Strecke fällt dann in Richtung Triptis weiter ab, wenn sie durch ein weiteres Brückenbauwerk mit 26 Metern Länge die Bahnstrecke Leipzig – Probstzella unterführt.
Weiterhin wurde ab März 2017 bis Ende 2018 die Trasse zwischen der Westanbindung von Neustadt und der Straßeneinmündung der K 508 bei Lausnitz bei Neustadt an der Orla zu einer Kraftfahrstraße ausgebaut. Es hatte sich als notwendig erwiesen, da auch auf diesem Streckenabschnitt ein hohes Verkehrsaufkommen herrscht und kaum gefahrlos überholt werden kann. So wurden beide Richtungsfahrbahnen durch einen 900 Meter langen Überholstreifen ergänzt. Damit war wechselseitiges Überholen sichergestellt. Außerdem wurde die Kreuzungssituation durch einen Knotenpunkt erheblich entschärft. Im Zuge dieser Baumaßnahmen wurden die Gemeindestraße südlich von Neunhofen sowie die K 508 teilweise verlegt, um das Vorhaben bestmöglich zu verwirklichen. Parallel zur neuen Trasse verläuft ein Rad- und Fußweg, für den auf Höhe des Gewerbegebiets Neunhofen eine kleine Unterführung eingerichtet wurde.

## Auswirkungen
Allgemein wurde die Stadt Neustadt an der Orla durch die Ortsumgehung sehr entlastet. Die Beeinträchtigungen durch den fortwährenden Durchgangsverkehr in der historischen Innenstadt wären nicht mehr lange tragbar gewesen. In den folgenden Jahren wurde ein neues Verkehrskonzept beschlossen, das vorsah, die alte Bundesstraße im Bereich zwischen Dreitzsch und dem Gewerbegebiet Neustadt zur Kreisstraße K 215 umzuwidmen. Ebenfalls als Gemeindestraße führt die Straße auch durch die Innenstadt. Sie bindet ab dem Ortsausgang Richtung Neunhofen an die L 1110 an bzw. führt als L 1077 weiter in Richtung Lichtenau und Kahla.

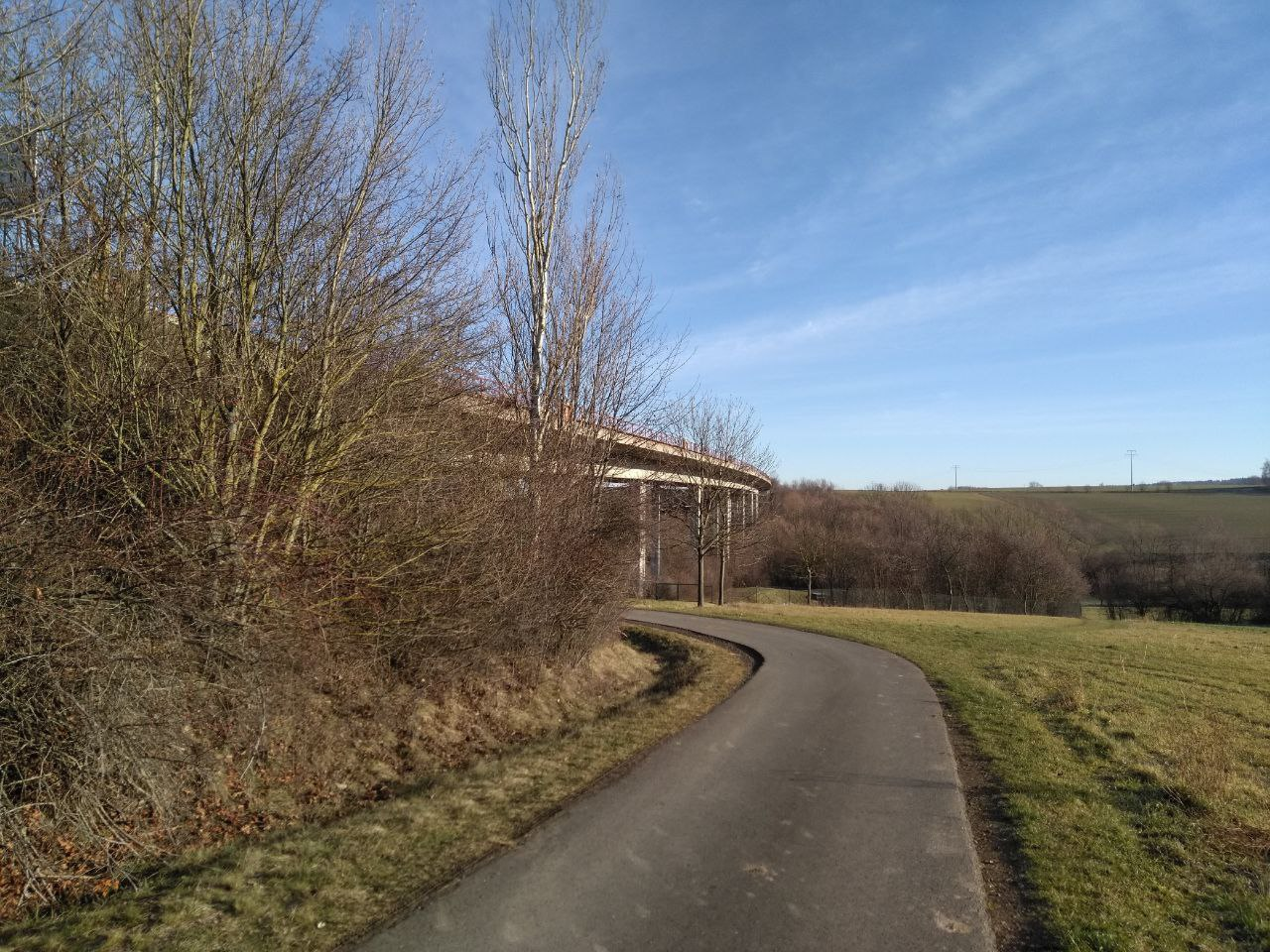
Der im Zuge des Neubaus der Ortsumfahrung neu angelegte Wanderweg zwischen Neunhofen und Neustadt bzw. Kospoda an der Schlossmühlentalbrücke.

Im Innenstadtbereich von Neustadt wurden neue verkehrsberuhigte Zonen sowie Fußgängerbereiche eingerichtet. Im Verlauf der Stadtsanierung wurde darauf geachtet, dass die historische Pflasterstruktur so weit wie möglich beibehalten wurde.

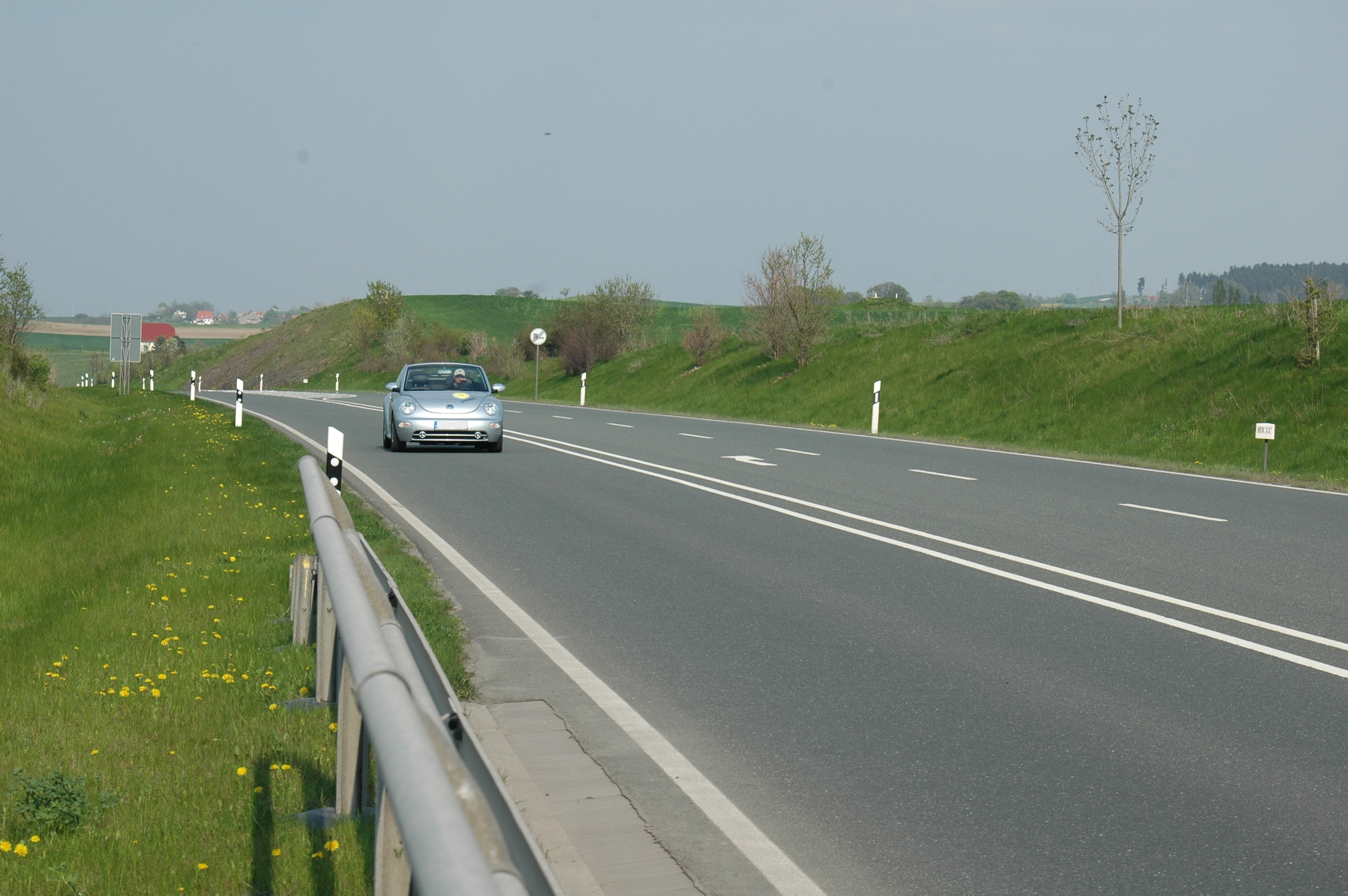
Die Bundesstraße 281 vom Wanderrastplatz an der Schlossmühlentalbrücke gesehen.

Zusammen mit der Ortsumgehung entstand auch ein neues Wanderwegnetz bzw. Radwegnetz um Neustadt an der Orla, in das angrenzende Dörfer einbezogen wurden. Stillgelegte Wege oder Feldwege sowie Waldwege wurden ebenfalls in Verbindung damit ausgebaut. Bedingt durch die neue Trasse waren allerdings kleine Änderungen im Wegverlauf unvermeidlich.

## Kritik
Nachdem die Umgehungstrasse um Neustadt fertiggestellt worden war, kam es teilweise zu Protesten der Anwohner, die sich wegen des Verkehrslärms beschwerten.